# 25 Ceti
25 Ceti är en orange jätte i stjärnbilden Valfisken.
25 Ceti har visuell magnitud +5,41 och är synlig för blotta ögat vid normal seeing. Den befinner sig på ett avstånd av ungefär 335 ljusår.